# KCAL-TV
KCAL-TV, Canal 9, es una estación de televisión independiente en Los Ángeles, California, Estados Unidos, propiedad de la CBS Corporation. KCAL-TV comparte sus instalaciones con el estudio de KCBS-TV (canal 2) dentro del CBS Studio Center en Studio City, Los Ángeles, y su transmisor está situado en la cima del Monte Wilson.

## Comienzos
Canal 9 comenzó con el nombre FKI-TV el 25 de agosto de 1948. Era propiedad de Earle C. Anthony, junto con la radio KFI (640 AM ), desde mucho tiempo atrás afiliada a la NBC, al igual que la más reciente FKI televisión. Canal 9 se desligó de la NBC en enero de 1949, cuando la red puso en marcha su propia emisora, KNBH (actualmente KNBC). KFI-TV se convirtió entonces en una estación independiente, un estatuto que ha conservado hasta hoy en día (aunque se ligó a la programación de DuMont desde 1954 hasta la desaparición de la emisora en 1956).
Los ingenieros de Canal 9 hicieron una huelga en 1951, por lo que Anthony vendió la estación a la General Tire and Rubber Company. Unos meses antes, General Tire había comprado el Don Lee Broadcasting System, una cadena de radio de la Costa-Oeste. La estación de radio insignia de Lee, la KHJ (930 AM), y General Tire llamó a su nuevo canal de televisión KHJ-TV. El nombre de Don Lee era tan respetado en la difusión de California, que KHJ-TV se llamó «Don Lee Television» por algunos años en la década de 1950, a pesar de que nunca había estado afiliada a la radio KHJ hasta el acuerdo de 1951. La mayoría de las iniciativas pioneras en televisión de Don Lee, se habían realizado en la entonces KCBS-TV, casualmente, la estación hermana del Canal 9.
En 1955, General Tire adquirió RKO Radio Pictures, dando acceso a las estaciones de televisión de la compañía a la colección de películas de la RKO. Poco después, General Tire fusionó sus intereses de difusión en la compañía denominada General Teleradio. En 1959 el negocio de radiodifusión de General Tire y la división de películas fueron renombrados como RKO General.

### Propiedad de RKO
A finales de 1960, Canal 9 ofrecía una horario independiente de películas, reposiciones, espacios infantiles como The Pancake Man (protagonizado por el actor Hal Smith), cortos educativos (como Los Exploradores del Espacio), emisiones en cadena y programas producidos localmente; así como noticias, deportes y espectáculos públicos.
A principios de la década de 1970, KHJ-TV buscó una estrategia de programación similar a la de la su competidor, la KTLA, que se centró más en programas de entrevistas, concursos, deportes, películas y series dramáticas. Los programas humorísticos se retiraron (algunos se desplazaron a la KTTV y a la KCOP), y las comedias perdieron peso en la programación. Continuó un programa semanal infantil llamado Froozles, que se prolongó hasta finales de 1980. También produjo varios programas de asuntos públicos de 30 minutos, así como un programa de entrevistas local llamado Mid-Morning L.A., conducido en los últimos años sucesivamente por Bob Hilton, Meredith MacRae, Geoff Edwards y Regis Philbin, que duró hasta bien entrada la década de 1980. Edwards y MacRae ganaron premios Emmy por su labor durante los primeros años del decenio de 1980. Algunos otros programas de producción local sobre asuntos públicos fueron la serie de investigación Camera 9 y The Changing Family. A pesar de ello, la KHJ se percibía como una emisora corriente, mientras que la KTLA se consideraba una emisora independiente de alto nivel, pese a sus formatos similares.
Mientras tanto, estaba en marcha una batalla de fondo, con graves consecuencias sobre el futuro de la estación el de sus propietarios. En 1965, la RKO General se enfrentó a una amenaza sobre su licencia de la KHJ Televisión por parte de un grupo llamado Fidelity Television. En primer lugar, la denuncia se centró en la calidad de la programación del Canal 9. Más adelante, y de forma más solvente, denunció que KHJ Televisión estaba involucrada en prácticas de acuerdos comerciales ventajosos recíprocos, alegando que la compañía matriz de la RKO, General Tire, obligaba a sus distribuidores a comprar publicidad en la televisión y en las estaciones de radio de la compañía como condición de sus contratos con General Tire. Un juez de derecho administrativo falló a favor de los denunciantes, decisión apelada por la RKO. En 1972, la FCC permitió a la RKO mantener la licencia de la KHJ Televisión, pero dos años más tarde se condicionaron futuras renovaciones a la situación de la emisora hermana de Boston, la WNAC-TV (actualmente WHDH-TV). Seis años más tarde, la FCC retiró a la WNAC Televisión su licencia por numerosas razones, pero principalmente porque RKO había engañado a la FCC sobre la mala conducta corporativa de General Tire. La decisión significaba que la KHJ-TV y la estación hermana WOR-TV (ahora WWOR-TV) en la ciudad de Nueva York, perdieron sus licencias. Sin embargo, un tribunal de apelaciones dictaminó que la FCC había cometido un error cuando condicionó la renovación del Canal 9 a la de la WNAC Televisión, y ordenó nuevas audiencias para los casos de KHJ-TV y de WOR-TV.
Las audiencias se prolongaron hasta 1987. Ese año, un juez de derecho administrativo dictaminó que la RKO no era apta para ser titular de una licencia de radiodifusión, debido a los numerosos casos de falta de honradez, incluida la facturación fraudulenta y por mentir sobre sus calificaciones. La FCC hizo saber a la RKO que era casi seguro que se le negara otra apelación, y convenció a la compañía de que lo mejor era que vendiera sus estaciones para evitar la indignidad de ver como perdían sus licencias.
El 2 de diciembre de 1989, KHJ-TV cambia a KCAL-TV. La empresa Disney operó la televisora hasta 1996, cuando fue vendido a Young Broadcasting.

### Compra por parte de la CBS
Como resultado de la enorme deuda adquirida desde la compra de KRON-TV en San Francisco, Young Broadcasting puso a la venta KCAL-TV en 2002. La estación fue adquirida por la cadena CBS, más adelante una subsidiaria de Viacom, el 1 de junio de 2002. Las operaciones de KCAL se fusionaron con las de KCBS-TV, y Canal 9 se trasladó desde su antigua sede en los Paramount Studios de Melrose Avenue en Hollywood, a la histórica Plaza de la CBS Columbia Square, ubicada a una milla de distancia.
Cuando Viacom/CBS compró KCAL-TV, en la industria de la radiodifusión se especuló con que la compañía podría trasladar la programación de la UPN a la KCAL. Chris-Craft Industrias, anteriores propietarios de KCOP, había cofundado la UPN con Viacom en 1995, y controlaba un 50 por ciento de la señal antes de venderse a Viacom en 2000. La compañía matriz de Fox, News Corporation, compró KCOP y las otras estaciones de televisión de Chris-Craft en 2001. Sin embargo, CBS Corporation, decidió dejar el Canal 9 como independiente, dado que Fox había renovado su acuerdo con sus estaciones afiliadas a UPN. La opinión generalizada es que Fox utilizó a KCOP para mantener UPN en las estaciones propiedad de Fox en la ciudad de Nueva York (WWOR-TV, la antigua estación hermana de KCAL) y Chicago (WPWR-TV), amenazando con dejar caer la red en esos mercados si Viacom retiraba la afiliación a UPN en Los Ángeles a KCAL. Este problema se convirtió en irrelevante con el anuncio de la fusión de UPN y la WB Television Network en la red de televisión CW, en enero de 2006. La nueva red se puso en marcha en septiembre de 2006, con la antigua afiliada BM KTLA (casualmente, fundada por Paramount en 1947) afiliada a la CW.
KCAL-TV siguió manteniendo su estatus independiente, convirtiéndose es una de las tres estaciones independientes propiedad de CBS. Las otras dos estaciones son ex afiliadas de la UPN: KTXA en Fort Worth, Texas; y WLNY-TV en Nueva York. 
Canal 9 ofrece en la actualidad programas en cadena por temporadas, tales como el Dr. Phi (reposición semanal de la KCBS), Inside Edition, The People's Court (la versión original de Judge Joseph Wapner también se emitió en Canal 9 en distintas épocas de las décadas de 1980 y 1990), las reposiciones de South Park, The George Lopez Shows y Scrubs, entre otros. KCAL es la sede en California del Sur del Teletón Jerry Lewis de la MDA organizado anualmente, que se viene realizando desde 1997.
El 21 de abril de 2007, KCBS-TV y KCAL-TV se trasladaron de la Plaza de Columbia en Hollywood, el centro digital de todos los medios de la compañía matriz en el CBS Studio Center, en Studio City. La medida permitió a las dos estaciones comenzar a transmitir toda la programación local en Alta Definición. Además, KCBS-TV y KCAL-TV operan ahora en una sala de prensa totalmente digitalizada. Esta redacción lleva el nombre del veterano locutor Jerry Dunphy, que trabajó en ambas estaciones durante su carrera. Con el traslado a Studio City, la KTLA y la KCET son las únicas estaciones (ya sea de radio o de televisión) en Los Ángeles que emiten desde Hollywood.
A pesar de que KCAL-TV es una emisora independiente, se ha emitido la programación de la cadena CBS al menos en dos ocasiones. El 30 de agosto de 2007, se emitió un episodio de Gran Hermano 8 y una reposición de CSI, porque la KCBS estaba emitiendo a la vez un partido de pretemporada de la Liga Nacional de Fútbol entre los San Francisco 49ers y los San Diego Chargers. En 2005, un episodio de Gran Hermano 6 se emitió en KCAL, cuando KCBS-TV retransmitía el partido de los Oakland Raiders.

## Televisión digital
Canales digitales
| Canal | Nombre  | Programación                   |
| ----- | ------- | ------------------------------ |
| 9.1   | KCAL-TV | Programación principal KCAL-TV |

A las 13:10 del 12 de junio de 2009, KCAL-TV dejó de efectuar retransmisiones analógicas y empezó a emitir exclusivamente en digital, como parte del plan de transición a la televisión digital en los Estados Unidos. Tras la transición, la señal pasó a emitirse en el canal 43 de UHF en lugar del Canal 9 de VHF usado anteriormente para la señal analógica.

## Alta definición
KCAL-TV apagó su señal analógica, por el Canal 9 del VHF, el 12 de junio de 2009 a las 13:10, como parte de la transición a DTV en los Estados Unidos. La estación había estado transmitiendo durante la transición digital de la señal anterior en UHF por el Canal 43, pero volvió al Canal 9 posterioriormente. Las emisiones KCAL se realizan en la banda 1080i de alta definición, en el canal virtual 9.1.

## Programación

### «Thames en 9»
Durante una semana en junio de 1979, KHJ Televisión puso en antena «Thames on 9», con una programación que cada noche se volcaba hacia Gran Bretaña a través de las producciones de Thames Television. La muestra incluyó Un hombre en casa y El Show de Benny Hill. Un evento similar se había organizado dos años antes en la WOR-TV de Nueva York, la que fuera televisión hermana de la KHJ.

### Programación deportiva
Durante gran parte de su historia, los deportes han sido parte de la identidad del Canal 9, y más aún hoy en día. De 1961 a 1963, KHJ-TV fue la primera cadena de televisión en retransmitir los partidos de Los Angeles Lakers de la NBA. Recuperó las emisiones de los partidos de los Lakers desde la temporada 1977-78, y desde entonces había sido la estación con más temporadas de presencia continuada en la NBA, hasta que en 2012 la cadena por cable Spectrum SportsNet se hizo con los derechos de emisión.
Entre 1996 y 2001, KCAL-TV se convirtió en la emisora de los partidos de Los Angeles Clippers de la NBA, y en 1997, estrenó los resúmenes de cinco minutos incluidos al final de las noticias. Varios años más tarde el programa pasó a llamarse KCAL 9 Noticias Deportes, y con la compra por la CBS, se unió a KCBS-TV y pasó a llamarse Deportivo Central. El programa fue ampliado para emitirse los viernes, sábados y domingos por la noche.
En 1996, KCAL-TV transmitió los partidos del equipo de béisbol Los Angeles Angels, hasta la temporada 2005.
En 2006 comenzó a transmitir los partidos del equipo de béisbol los Dodgers de Los Ángeles, televisando unos cincuenta partidos al año hasta la temporada 2013 cuando la cadena deportiva por cable Spectrum SportsNet LA se hizo con los derechos de emisión. Además, el Canal 9 firmó una extensión de contrato para seguir a los Lakers en las finales de la década siguiente. KCAL también emitió los mejores partidos del equipo de fútbol de Los Angeles Galaxy hasta 2005, cuando Fox Sports se hizo con la exclusiva. Actualmente, Canal 9 emite todos los partidos de los Dodgers y de los Lakers en alta definición.
Además, KCAL ha transmitido partidos los fines de semana del equipo de hockey sobre hielo de los Mighty Ducks de Anaheim desde la primera temporada del equipo en 1993 (ambas entidades fueron propiedad de Disney hasta 1996) hasta 2005, cuando la estación KDOC-TV se hizo con los derechos. KCAL también retransmitió partidos de Los Angeles Kings de la NBA en la década de 1980 y otra vez a mediados de 1990. Por su parte, Canal 9 realizó la cobertura de pretemporada de los San Diego Changers de la National Football League en 2005, y de sus rivales en la AFC Oeste en 2006. La estación también emitió la pretemporada de los Raiders durante mediados de la década de 1990, y produjo la señal para ESPN y TNT de los domingos por la noche de los entonces Los Angeles Raiders y Los Angeles Rams (ahora St. Louis Rams) desde 1990 hasta 1993.
Desde su fundación en 1994 hasta 2008, KCAL retransmitió el John R. Wooden Classic (un importante torneo de baloncesto universitario) desde el Anaheim Honda Center. La cobertura de Canal 9 fue sindicado a nivel nacional de estaciones de todo el país, incluso de la WGN América, aunque desde 2009 ha sido transmitido a nivel nacional por Fox Sports Net.

### Programación de noticias
En la década de 1970, KHJ Televisión emitía un noticiero a las 10 de la noche. Se trasladó a las 9 durante la década de 1980, y la estación más tarde añadió media hora más de noticias desde las 8 de la noche durante la década de 1980. Algunas de sus caras más conocidas incluyen a George Putnam, Jerry Dunphy, Pat Harvey, Tom Lawrence, Nathan Roberts, Lardner Lonnie, Linda Edwards, y al hombre del tiempo Andrew Amador. En 1989, Disney introdujo el concepto de un bloque de noticias de tres horas de duración en horario de máxima audiencia, con el programa «Prime 9 News» emitido entre las 8 y las 11 de la noche. Unos años más tarde, el canal 9 añadido un noticiero corto con una duración de media hora a las 6:30 de la tarde.
KCAL se caracteriza por transmitir noticieros en horarios poco convencionales. Junto con los noticieros de las 10 p. m. (donde compite contra KTLA y KTTV), mediodía (compite con KTTV) y de las 16:00 (donde compite con KABC, KNBC y KTLA), también transmite noticias a las 2 p. m., 3 p. m., 8 p. m., y 21:00. Combinada con su estación hermana KCBS-TV, las dos emisoras suman algo más de 11 horas de programación de noticias todos los días laborables. Sin embargo, a diferencia de la KCBS-TV, KCAL no tiene noticiero de la mañana, aunque tuvo un noticiero de la mañana a principios de 1990.
Los noticieros KCAL cubren la información de distintas maneras. Su noticiero de las 8 de la tarde suele ser una actualización de las noticias del día, con historias dedicadas a California y noticias locales. El noticiero de las 9 de la tarde destaca asuntos políticos, empresariales y de noticias internacionales. En el noticiero del mediodía, por el contrario, se incluyen temas más ligeros, como alimentación, salud, entretenimiento y noticias. El noticiero de las 4 p. m. recopila distintas noticias de la mano de Harold Greene y de Ann Martin. El noticiero de cuatro horas fue trasladado a KCAL desde KCBS-TV para alojar el programa del Dr. Phil, que por contrato no podía coincidir con el Show de Oprah Winfrey, que en Los Ángeles se transmite por KABC-TV a las 15:00 p. m..
El noticiero de las 10 es simplemente una actualización de las noticias de las 8 p. m., ya que compite con KTTV y KTLA, y en el pasado con KCOP, aunque en los últimos años, se ha reducido a 30 minutos, con el fin de dar paso a Deportes Central, el único  programa completo de noticias locales deportivas en el sur de California (desde la desaparición del Informe de Deportes de California del Sur en Fox Sports Net). El noticiero de las 6:30 p. m., que se desarrolló en la década de 1990, se llamó Primera 9 Noticias, y estaba centrado principalmente en las noticias locales. Competía contra los noticieros de la red nacional transmitidos por KCBS-TV, KNBC-TV y KABC-TV. Sin embargo, KCBS transmitía un noticiero local a las 06:30 a mediados de la década de 1990, mientras que CBS Evening News se emitía a las 5:30 p. m..
Debido a la cantidad de noticias que emite, el Canal 9 es conocido como la estación que muestra la mayoría de las persecuciones policiales. A menudo, la programación regular de noticias se interrumpe para cubrir una persecución policial, y la programación a veces se adelanta para mostrar el resultado de la actuación de la policía.
El 1 de abril de 2008, se ordenó la división de las estaciones debido a los grandes recortes presupuestarios, con numerosos despidos de personal. Como resultado de los recortes del presupuesto, se despidió a más de una docena de presentadores de la KCBS-TV y de la KCAL-TV, incluyendo a los reporteros Jennifer Sabih, Greg Phillips, y Jennifer Davis. Harold Greene y Ann Martin, que eran entonces los copresentadores de las noticias de las 16:00 en el canal 9 y de las 6:00 p. m. en la estación hermana, Canal 2, también se dice que estuvieron en la lista de despidos, pero que decidieron retirarse de la televisión cuando su contrato expiró en junio.
El 23 de abril de 2009, se anunció que el ganador de un Emmy, Rick Garcia, procedente de la KTTV Canal 11, se incorporaba a KCAL, sumándose a Pat Harvey en los noticieros de las 8 y las 10 de la tarde. Pasó a compartir pantalla con Sharon Tay, desde que Pat Harvey se trasladó a la estación hermana KCBS-TV para copresentar los noticieros de las 5 de la tarde y 11 de la noche.
El 5 de enero del 2023, se anunció que KCAL va a añadir el noticiero local por las mañanas de lunes a viernes de 4 a. m. a 11 a. m., para competir con los noticieros locales de KTLA Morning News y Good day L.A., de KTTV Fox Canal 11 en esos horarios.

### Era NewsCentral
El 19 de septiembre de 2009, KCBS y KCAL se renombraron como NewsCentral (no relacionada con la «Central de Noticias» del Sinclair Broadcasting Group). El enfoque de las noticias fue reorientado para dar mayor cobertura a las noticias de la comunidad, incluyendo noticias de las comunidades periféricas. Se incluyen titulares de las noticias locales del periódico Los Angeles Newspaper Group y de otros periódicos, con equipos en la calle, con presentaciones de video y fotos de los espectadores.
NewsCentral afirma que cubre las noticias locales más que cualquier otra estación de televisión del país, con periodistas destacados en el Condado de Ventura, Inland Empire, y el Condado de Orange, siendo el único canal de televisión de Los Ángeles con dos helicópteros (subcontratados a Angel City Air, propiedad del periodista Larry Welk). El actor Ed Asner introdujo el nuevo noticiero.
El 10 de diciembre de 2009, Steve Mauldin sustituyó a Patrick McClenahan como presidente y gerente general del duopolio. Esa semana se cambió la marca NewsCentral, volviéndose a las denominaciones «CBS2» y «KCAL9».